# 益子なお美
益子 なお美（ましこ なおみ、1966年1月31日 - ）本名および旧名：益子 直美（旧姓川尻）は、日本のフリーアナウンサー。栃木県大田原市出身。身長167cm、体重50kg。血液型AB型。

## 経歴
- 中央大学経済学部卒業後、1990年に福島放送に入社。
- 1993年6月に留学のため退社。帰国後の1995年4月にテレビ新潟に移籍。
- テレビ新潟時代の1995年7月に全日本プロレス中継でプロレス実況を担当（日本武道館で行われた三沢光晴×田上明戦。この時のゲスト解説に松村邦洋がいた。試合後に三沢の控室を訪れ、三沢から花束を贈呈され、感激の面持ちを表した[注釈 1]）、日本初の女性プロレスアナウンサーとして話題になった。週刊プロレス誌で、プロレスファンであることを報じられていた。
- 1998年5月に退社し、関西を拠点に活躍。
- 2007年より関東へ拠点を移し活動中。

★福島放送「益子直美」→テレビ新潟「川尻直美」→現在「益子なお美」
- 2022年現在、足利市観光協会に旅行業務取扱管理者として勤務[1][2]。現在でもプロレス会場にはファンとして足を運んでいる。

## 過去に担当した番組

### 福島放送時代
- 「ふくしまニュース1番街」- サブキャスター
- 「トーホク独立TV」 - KFB担当リポーター

### フリー転向後
- 「桂九雀のワイワイじゃーなる」（ラジオ大阪）
- 「NEWSワンダーランド」（ラジオ大阪）